# Mitchellville (Tennessee)
Pour les articles homonymes, voir Mitchellville.
Mitchellville est une municipalité américaine située dans le comté de Sumner au Tennessee.
Selon le recensement de 2010, Mitchellville compte 189 habitants. La municipalité s'étend sur 0,52 mille carré (1,35 km2).
La localité se développe au début du XIXe siècle autour de la ferme d'Ezekial Marshall. En 1828, un bureau de poste est ouvert sur les terres de Hiram Mitchell, à Mitchell's Cross Roads. Lorsque le Louisville and Nashville Railroad atteint la région, le bourg se rapproche des voies et est renommé Mitchellville Station. Mitchellville  devient une municipalité en 1909,.